# Inkayacu
Inkayacu paracasensis
Genre
Espèce
Inkayacu (« Roi des eaux », en langue quechua) est un genre éteint de manchots. Connu par la seule espèce Inkayacu paracasensis, ce manchot a vécu durant l'Éocène supérieur, il y a quelque 36 millions d'années, dans l'actuel Pérou,.

## Description
Les restes fossilisés d'Inkayaku sont extraordinaires en ce qu'ils portent des traces de plumes fossilisées extrêmement bien conservées. Les parties molles des organismes comme les phanères se fossilisent très rarement, et les fossiles de plumes sont encore plus rares en milieu marin, ce qui rend la découverte d'autant plus intéressante. Les plumes d'Inkayaku présentent un rachis aplati et sont très comparables à celles des manchots actuels. Leur étude détaillée a permis d'établir qu'Inkayaku n'était pas un aussi bon nageur que les manchots actuels.
Fait remarquable, des mélanosomes ont également été conservés dans les plumes et ont pu être observés au microscope électronique. Inkayaku est donc le deuxième organisme fossile, après le troodontidé Anchiornis, dont on ait pu établir scientifiquement la coloration. À la différence des manchots actuels, qui sont plutôt blancs et noirs, Inkayaku arborait lui des tons de bruns et de gris. 
Deux autres genres de manchots ont été découverts à proximité dans des séries géologiques du même âge :
- † Perudyptes devriesi ;
- † Icadyptes salasi .